# دوغ براون
دوغ براون هو لاعب كرة قدم أمريكية كندي، ولد في 29 سبتمبر 1974 في نيو ويستمينيستر في كندا.

## وصلات خارجية
- دوغ براون على موقع مرجع كرة القدم المحترفة.كوم (الإنجليزية)